# James Boarman
James Arnold Boarman est né le 3 novembre 1919 à Whalen dans le Comté de Daviess, dans le Kentucky et est mort le 14 avril 1943 dans la baie de San Francisco en Californie. Ce criminel américain, condamné pour vol et braquage de banque, est connu pour avoir, le 14 avril 1943, participé à la septième tentative d'évasion de l'histoire du pénitencier fédéral d'Alcatraz, au cours de laquelle il fut tué.

## Biographie

### Carrière criminelle
James Boarman est né le 3 novembre 1919 à Whalen dans le Comté de Daviess dans le Kentucky. En mai 1936, il a commis son premier vol de voiture. Arrêté, il a été placé en période de probation mais, ayant durant cette période volé deux nouvelles voitures, il a, le 30 janvier 1937, été condamné à trois ans de détention dans la maison de correction fédérale d'El Reno, en Oklahoma.
Une fois incarcéré dans ce pénitencier, Boarman a été impliqué dans plusieurs bagarres et, le 9 septembre 1937, il a tenté de s'évader sans succès en kidnappant le médecin de la prison, en s'enfuyant à bord de sa voiture et en retenant le médecin en otage.
Le 28 septembre 1937, à la suite de cette tentative d'évasion, il est transféré au pénitencier fédéral de Lewisburg,  les autorités jugeant cet établissement carcéral plus sûr, mais Boarman y continue les violations de conduite, notamment en dissimulant un poignard dans sa cellule. Libéré malgré tout le 15 décembre 1939, il commence à travailler à la C.A. Radio Company mais en est rapidement licencié. Il tente ensuite de rejoindre mais sans succès en raison de son passé criminel. Il se tourne alors de nouveau vers le crime, commettant de nombreux vols de voitures, braquages de banques ou de commerces dans l'Indiana et le Kentucky avec des armes à feu mais est de nouveau arrêté et incarcéré. Lors d'un transfert, il a de nouveau tenté de s'évader en levant les deux pieds et en donnant des coups de pied contre l'arrière du siège du conducteur, projetant le gardien, qui conduisait à ce moment-là contre le volant. Le gardien n'a néanmoins pas perdu le contrôle du véhicule, bien qu'il ait fait une sortie de route. Boarman a ensuite tenté de s'emparer du révolver de l'adjoint mais sans succès.
Condamné le 28 octobre 1940 à dix ans d'emprisonnement, Boarman est transféré au pénitencier fédéral d'Alcatraz dès le lendemain, en raison de sa mauvaise conduite dans les autres pénitenciers où il avait déjà été incarcéré par le passé.

### Tentative d'évasion d'Alcatraz et mort
En 1943, James Boarman, qui travaille dans le bâtiment des ateliers d'Alcatraz, situé à la pointe de l'île non loin de San Francisco, décide de faire équipe avec trois autres détenus, Harold Brest, Floyd Hamilton et Fred Hunter, pour préparer ensemble une tentative d'évasion.
Le 14 avril 1943, ils profitent  d'un brouillard épais qui s'abat sur l'île pour attaquer les gardiens des ateliers avec un couteau et un marteau avant de les attacher puis de s'échapper par la fenêtre du bâtiment.
Ils escaladent le grillage puis sautent dans l'eau et se mettent à nager en direction de San Francisco. Néanmoins, l'un des gardiens attachés parvient à se libérer et à prévenir les autres gardiens de la tentative d'évasion.  Ainsi, ces gardiens tirent sur les quatre détenus. James Boarman est touché à la tête et son corps, qui a coulé instantanément, n'a jamais pu être repêché.
Harold Brest et Fred Hunter, contraints de se rendre, sont quant à eux récupérés vivants par un bateau du pénitencier. Quant à Floyd Hamilton, il est dans un premier temps présumé noyé mais se cache en réalité dans une grotte de l'île. Au bout de deux jours, ne pouvant plus supporter le froid, il décide de se rendre lui aussi et, après avoir de nouveau escaladé le grillage se retrouve près du bâtiment des ateliers, où il est découvert par un gardien puis réincarcéré.